# Alain Maury (serieskapare)
Alain Maury, född 9 mars 1958, är en belgisk serietecknare.
Maury ingick i Peyos studio som assisterande tecknare av serierna om Smurferna och Johan och Pellevin. Efter Peyos död har han blivit den som fortsatt att teckna de båda serierna.